# Екатерингоф (флейт)
«Екатерингоф» — парусный флейт Балтийского флота Российской империи, один из пяти флейтов типа «Дагерорт». Находился в составе флота с 1725 года, использовался для перевозки грузов и пассажиров между портами Финского залива, а во время Войны за польское наследство участвовал в осаде Данцига.

## Описание флейта
Парусный флейт с деревянным корпусом, один из пяти флейтов типа «Дагерорт», строившихся на Олонецкой верфи в 1725 году. Длина судна составляла 27,5 метра, ширина — 7,3 метра, а глубина интрюма — 3,4 метра.

## История службы
Флейт «Екатерингоф» был заложен на стапеле Олонецкой верфи и после спуска на воду в 1725 году вошёл в состав Балтийского флота России. Строительство флейта вёл кораблестроитель В. Фогель.
В кампанию 1726 года использовался в качестве грузового судна на сообщении между портами Финского залива.
Весной 1727 года совершил плавание из Кронштадта в Стокгольм, а с июля по сентябрь того же года входил в состав отряда вице-адмирала Н. А. Сенявина, который доставил в Киль цесаревну Анну Петровну и герцога К. Ф. Гольштейн-Готторпского.
С 1728 по 1733 год вновь использовался для перевозки грузов между портами Финского залива. Так в кампанию 1730 года во время плавания из Рогервика в Ревель 24 июня (5 июля) проходил мимо линейного корабля «Принц Евгений» и фрегата «Крейсер», находившихся в практическом плавании у Рогервика
Во время Войны за польское наследство участвовал в действиях Балтийского флота под Данцигом в 1734 году. 15 (26) мая 1734 года с провиантом для осаждавших крепость войск и осадной артиллерией на борту вышел из Кронштадта в составе эскадры адмирала Т. Гордона. 27 мая (7 июня) эскадра прибыла к Пиллау, где артиллерия и провиант были выгружены на берег. После этого флейт вернулся в Кронштадт.

## Командиры судна
Командирами флейта «Екатерингоф» в составе российского флота в разное время служили:
- унтер-лейтенант Михаил Еропкин (1727 год)[1];
- лейтенант Иван Чернышев (1728 год)[9];
- шкипер Мошницкий (1729—1730 годы)[10];
- шкипер Керто (1731 год)[11];
- Мунк (1733 год);
- лейтенант Курсен Курт (1734 год)[12].

### Комментарии
1. ↑  В первом томе «Общего морского списка» Ф. Ф. Веселаго упоминается как кат[1].
2. ↑  Всего в рамках серии было построено 5 флейтов: «Дагерорт», «Дубки», «Екатерингоф», «Киль» и «Эзель»[2].
3. ↑  Это событие было зафиксировано в шканечных журналах линейного корабля и фрегата[7].